# そらいいな
そらいいな株式会社（そらいいな、英:sora-iina）は、五島列島でドローンによる医療用医薬品の配送サービスを行う企業。
豊田通商が100%出資するグループ企業で、アメリカのジップライン社から技術提供を受けて、2021年4月に設立。2022年5月からサービスを開始した。代表取締役は松山ミッシェル実香。

## 概要
ジップライン社はケラー・リナウドが2011年8月に設立したベンチャー企業で、2016年からルワンダ、2018年からガーナで自社開発したドローンを用いて広域医療品配送事業を行っている。豊田通商は2018年からジップライン社に出資と業務提携を行い、豊田通商のグループ会社で医薬品輸入卸販売事業会社であるGokals-Laborex Limited（ゴカルスラボレックス社）の医薬品をジップライン社が配送していた。
一方で、離島の物流が課題となっていた長崎県五島市は、2018年度から「五島市ドローンi-Landプロジェクト」として、ドローン物流の実証事業を立ち上げていた。これに着目した豊田通商は、2021年3月にジップライン社と戦略業務提携契約を締結し、同年4月にそらいいな株式会社を設立した。ジップライン社が他社に技術提供を行うのは初めてである。
2022年4月に五島市福江島に発着拠点を竣工し、同年5月からサービスを開始した。ドローンによる医療用医薬品の定期配送は、日本初である。同社の事業は、五島市の医薬品卸会社から委託を受け、ジップライン社の技術と機体を用いて五島列島の医療機関や薬局へ医療用医薬品を配送する形で行われている。2022年8月1日現在で、試験飛行も含む飛行回数は150回以上、飛行距離は5800km以上となっており、五島市の福江島から奈留島への配送のほか、新上五島町への飛行試験も行われている。

## 運用方法
荷物となる医療品はパラシュートが付いた専用の箱に入れられる。箱をドローン胴体内部に封入したのち、ドローンを射出するローンチャーに設置。その後、胴体に翼とバッテリーを取り付ける。バッテリーに付けられたSDカードにフライトミッションが記録されており、これによりドローンは自立飛行を行う。
機体はローンチャーによって射出され、あらかじめ指定した半径約10mの空き地などの上空で荷物を投下する。ドローンの巡航速度は時速68マイル（約109km/h）で、運用が可能な距離は最大50マイル（約80㎞）、積み荷は約4ポンド（約1.8kg）。積荷を投下したドローンは、リカバリーシステムと呼ばれる着陸施設まで自立飛行して戻る。リカバリーシステムは空中に細いワイヤーを張ったもので、機体の尾翼にあるフックにワイヤーを引っ掛けて機体を回収する。
2022年8月現在、運用は無人地帯上空の飛行（レベル3）に留まっている。また、劇薬指定の医療品は「ドローンによる医薬品配送に関するガイドライン」により配送は許可されていない。